# Тертерово Евангелие
Тертерово Евангелие (также Тертерово Четвероевангелие) — среднеболгарская рукопись из библиотеки афонского монастыря Хиландар. Один лист рукописи хранится в Российской национальной библиотеке под шифром F.п. I.84. Ее анонимный переписчик сообщает в примечании на странице 96a, что книгу заказал царь Георгий II Тертер в 1322 году. Язык рукописи относительно архаичен. Содержит четыре Евангелия. Украшена цветными заставками и изображениями евангелистов. Ранее на передней обложке было четыре византийских эмалевых таблички, которые сейчас находятся в Национальном музее в Белграде (инв. 200—203).
Русский ученый Анатолий Турилов отождествил переписчика Тертерова Евангелия с писцом страниц 104—107 в славянской рукописи № 12 (Требник) из библиотеки Греческого Патриархата в Иерусалиме.

## Галерея

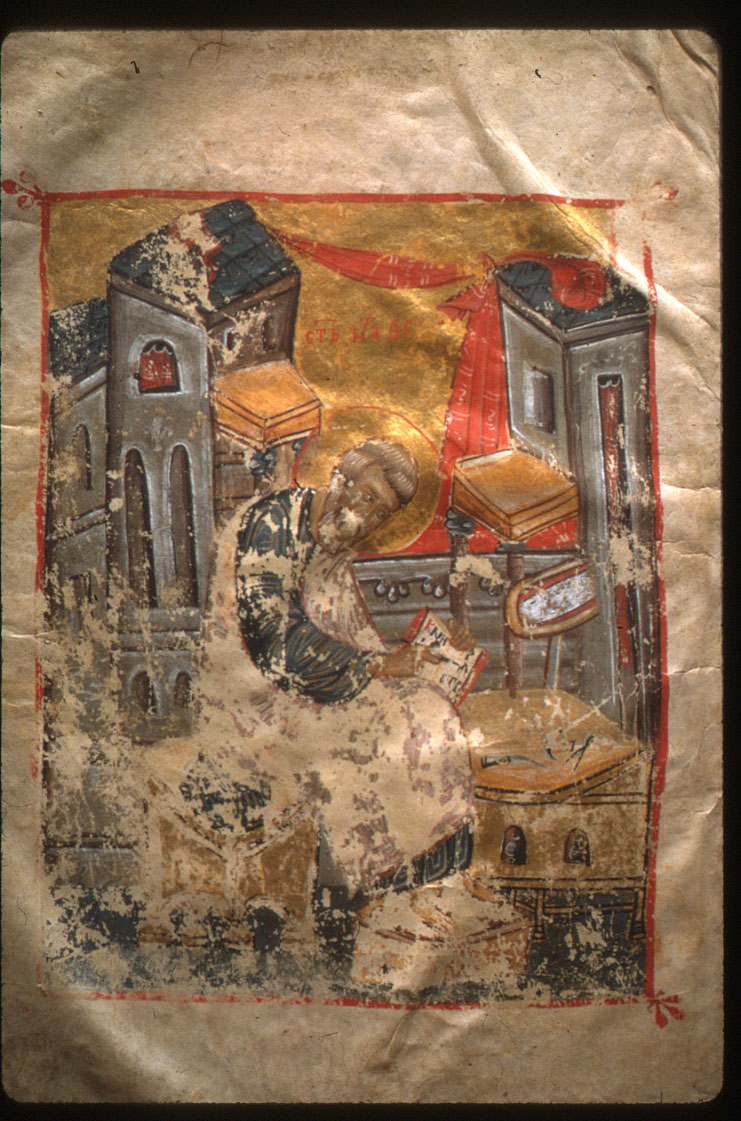
Изображение евангелиста Матфея
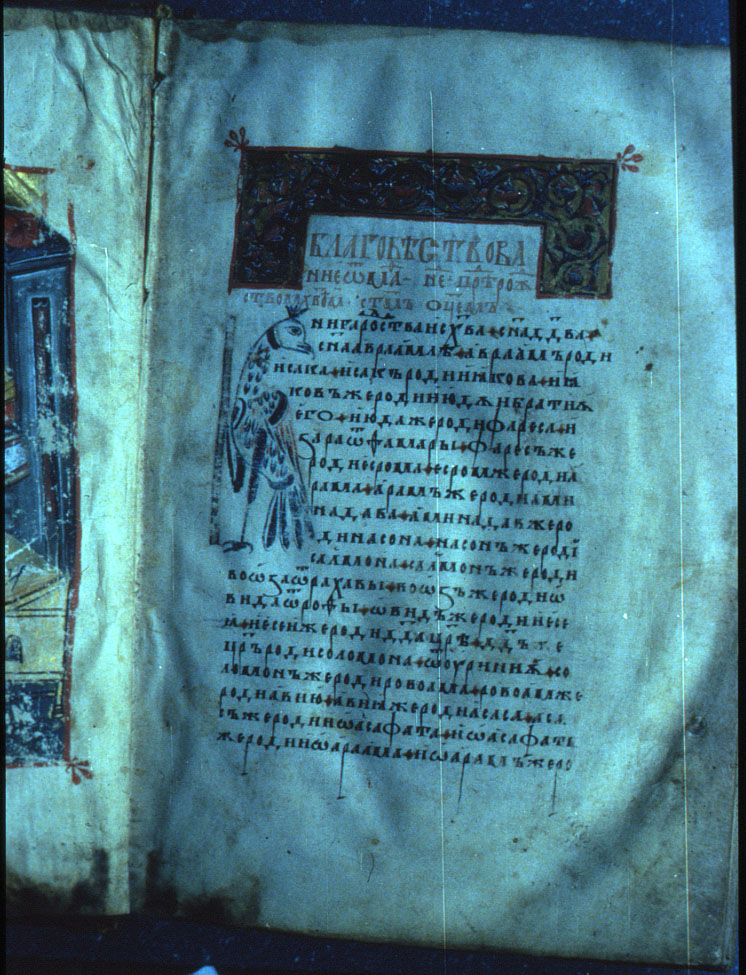
Первая страница Евангелия от Матфея
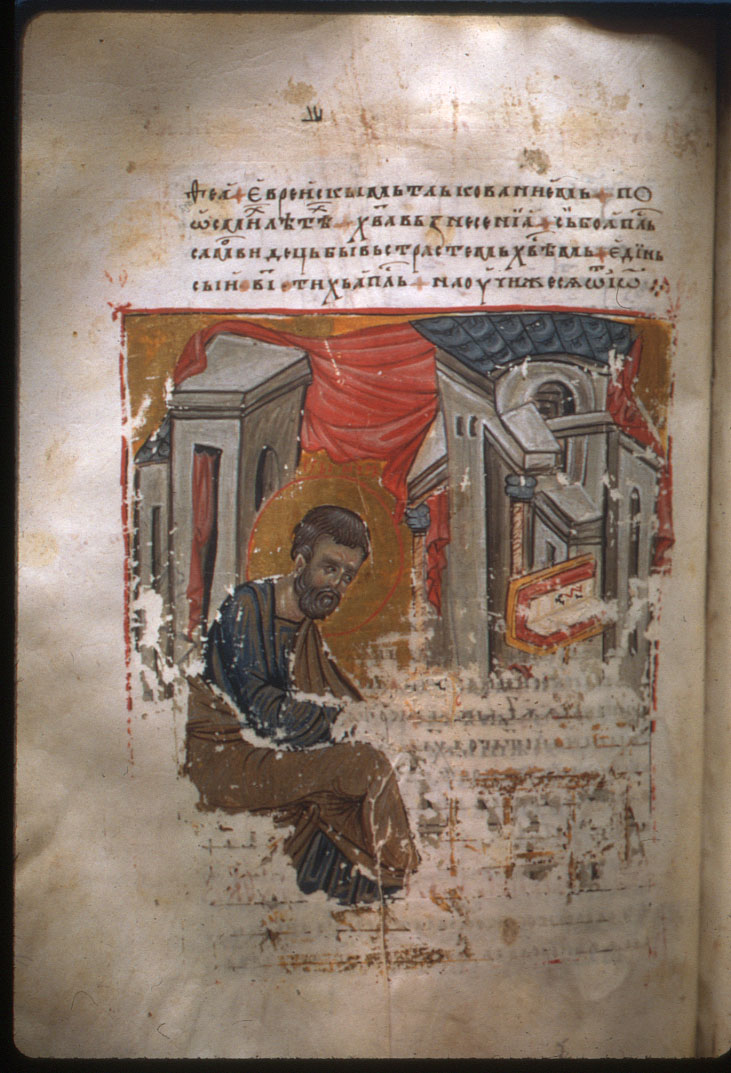
Изображение евангелиста Марка
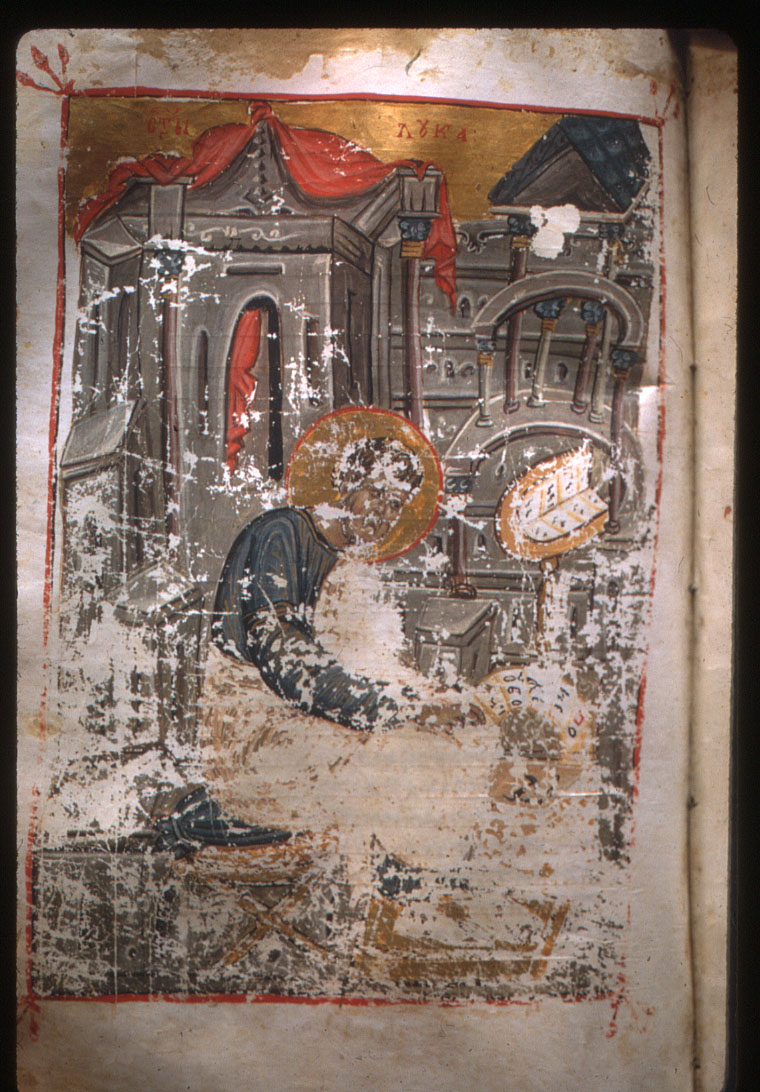
Изображение евангелиста Луки
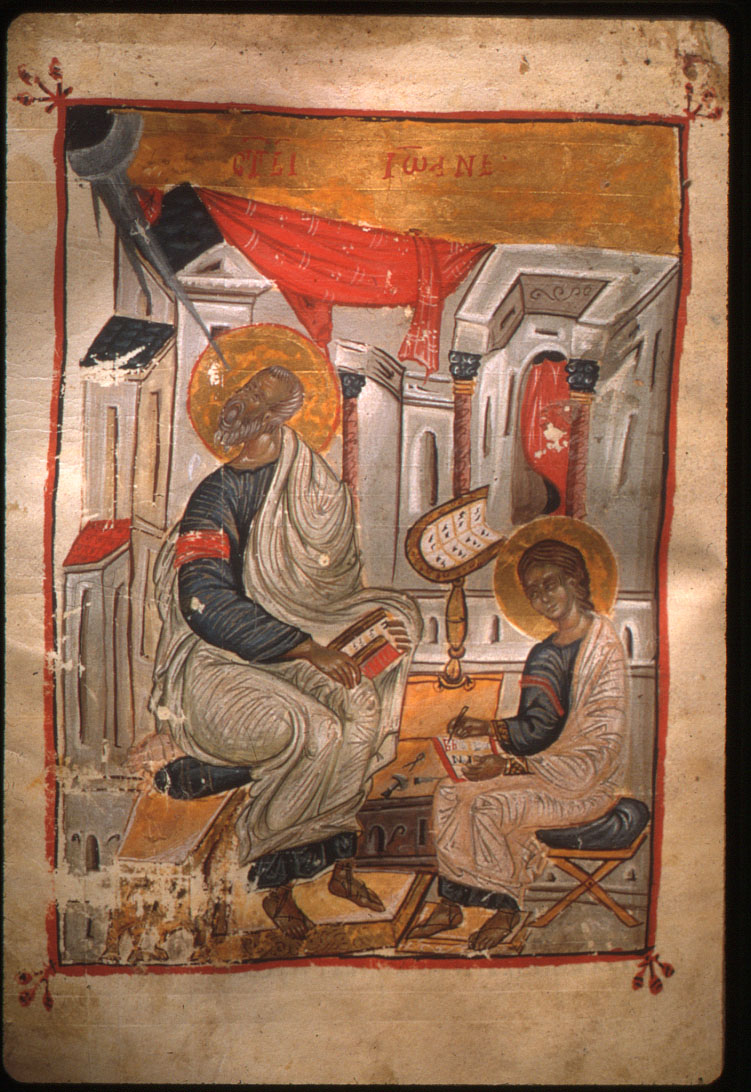
Изображение евангелиста Иоанна